# Тоффен
Тоффен (нім. Toffen) — громада  в Швейцарії в кантоні Берн, адміністративний округ Берн-Міттельланд.

## Географія
Громада розташована на відстані близько 11 км на південь від Берна.
Тоффен має площу 4,9 км², з яких на 17,1% дозволяється будівництво (житлове та будівництво доріг), 62,8% використовуються в сільськогосподарських цілях, 19,8% зайнято лісами, 0,4% не є продуктивними (річки, льодовики або гори).

## Демографія
2019 року в громаді мешкало 2526 осіб (+3,1% порівняно з 2010 роком), іноземців було 10,9%. Густота населення становила 518 осіб/км².
За віковим діапазоном населення розподілялося таким чином: 17,5% — особи молодші 20 років, 58,3% — особи у віці 20—64 років, 24,3% — особи у віці 65 років та старші. Було 1123 помешкань (у середньому 2,2 особи в помешканні).
Із загальної кількості 464 працюючих 38 було зайнятих в первинному секторі, 44 — в обробній промисловості, 382 — в галузі послуг.